# Jurassic World: Fallen Kingdom
Jurassic World: Fallen Kingdom är en amerikansk science fiction-actionäventyrsfilm från 2018 som är uppföljaren till Jurassic World från 2015. Filmen är regisserad av den spansk-amerikanska regissören Juan Antonio Bayona och skriven av Colin Trevorrow och Derek Conolly med Steven Spielberg som producent. Filmen är den femte delen i Jurassic Park-serien och den andra delen i den nya planerade Jurassic World-serien.
Filmen hade biopremiär i Sverige den 8 juni 2018, utgiven av Universal Pictures.
Jurassic World: Fallen Kingdom hade en exklusiv smygpremiär i J.A Bayonas hemland Spanien i Madrid på Wizink Center. Den har mottagits väldigt positivt och vissa kallar den bättre än den första filmen.

## Handling
Kort efter händelserna i Jurassic World anländer ett litet team av legosoldater för att hämta DNA-prov av kvarlevorna från Indominus rex som finns på bottnen av lagunen. Efter att ha hämtat ett benstycke från liket kommer teamet undan med nöd och näppe från en attack både av parkens Tyrannosaurus och Mosasaurusen. Men dock råkar de lämna grinden till lagunen öppen efter attacken och Mosasaurusen simmar ut mot havet.
Tre år senare debatteras det i USA:s senat om man borde rädda dinosaurierna från utdöende nu när öns vulkan är aktiv och är nära till att få ett utbrott. Matematikern Ian Malcolm antyder att man borde låta dinosaurierna dödas av vulkanen då John Hammonds misstag av att klona dem håller på att rättas till. Samtidigt har operationschefen över Jurassic World, Claire Dearing, skapat Dinosaur Protection Group som tvärtom försöker rädda djuren. Efter att senaten beslutat att inte rädda dinosaurierna kontaktas Claire Dearing av Hammonds gamla partner Benjamin Lockwood, för att få henne att komma till hans gods i norra Kalifornien. Lockwood och hans assistent Eli Mills uppger en plan i att rädda dinosaurierna och sätta dem på en ny ö där de kan leva i fred. Claire behövs för att aktivera spårningsenheten på Isla Nublar för att hitta djuren, speciellt Velociraptorn Blue. Trots att de inte umgås längre så rekryterar Claire parkens före detta raptortränare Owen Grady för att hjälpa till att fånga Blue.
Nästa dag på Isla Nublar lyckas Claire och parkens före detta tekniker och dataexpert Franklin Webb aktivera spårningsenheten. Owen, paleo-veterinären Zia Rodriguez och ett team av legosoldater ledda av Ken Wheatley söker efter Blue. När Owen lyckas hitta henne eskalerar hela mötet till att en medlem i teamet skadar Blue med ett pistolskott och Wheatley söver ner Owen. Teamet tar med Zia så hon kan behandla Blue och Owen lämnas kvar. Claire och Franklin överlever en attack från en Baryonyx och vulkanen får ett enormt utbrott. Owen, Claire och Franklin lyckas fly från det pyroklastiska flödet och smyger ombord på legosoldaternas skepp som avgår från ön och låter de kvarlämnade djuren dödas av vulkanen.
Owen, Claire och Franklin hittar Zia med Blue och hjälper henne med en transfusion från blod av Tyrannosaurien. Gruppen inser att dinosaurierna inte är menade att räddas för att föras till en ny ö, utan för ett helt annat syfte. På Lockwoods gods får Lockwoods dotterdotter Maisie reda på att Eli Mills och en auktionsutropare vid namn Gunnar Eversol har fångat in dinosaurierna för att kunna auktionera bort dem på svarta marknaden. De kommer också visa upp en ny modifierad hybrid vid namn Indoraptor som är skapad av Jurassic Worlds genetiker Henry Wu. Indoraptor är skapad av DNA från Indominus och från Blue. Wu behöver Blues DNA för att kunna göra en förbättrad version av Indoraptorn men vet inte att hennes blod är kontaminerat. Maisie informerar Lockwood om detta och han konfronterar Mills, som mördar honom. Maisie blir sen avslöjad som en klon av Lockwoods avlidna dotter, och är skälet till varför Hammond och Lockwood slutade jobba ihop.
Dinosaurierna transporteras bort till godset och fängslas. Zia och Franklin lyckas undvika att bli fångade men Owen och Claire upptäcks och sätts i en bur. De blir dock befriade när Owen får en Stygimoloch att bryta sig in i deras cell. De hittar senare Maisie som visar dem auktionen där Indoraptorn blir såld trots Wus protester om att den är bara en prototyp. Owen lurar in Stygimolochen vilket leder till att auktionen avbryts och alla människor flyr iväg. Mitt i kaoset söver Wheatley ner Indoraptorn och träder in i dess bur för att ta en tand som trofé, men Indoraptorn fejkar sin nedsövning och dödar honom samt Eversol och några andra köpare och flyr sedan längre in i godset.
Indoraptorn jagar efter Claire, Owen och Maisie genom godset samtidigt som Zia befriar Blue som attackerar Indoraptorn och efter en lång strid får Blue Indoraptorn att falla genom ett glastak och genomborras av en Triceratops-skalle vilket dödar den. När en läcka av vätecyanid hotar dinosaurierna kan inte Maisie låta dem dö och befriar dem trots Owens varning. Mills försöker fly med Indominus-benet men blir dödad av Tyrannosaurien och en Carnotaurus samtidigt som benet krossas av Tyrannosaurien. Owen, Claire, Maisie, Zia och Franklin lyckas fly samtidigt som Blue och alla andra dinosaurier flyr också.
I ett nytt möte med senaten förklarar Ian Malcolm att en jurassisk tidsålder har tagit sin början och att människorna måste samexistera med dinosaurierna. Filmen slutar med att det visas vilka platser dinosaurierna befinner sig på.

## Rollista (i urval)
- Chris Pratt - Owen Grady
- Bryce Dallas Howard - Claire Dearing
- Rafe Spall - Eli Mills
- Justice Smith - Franklin Webb
- Daniella Pineda - Zia Rodriguez
- James Cromwell - Benjamin Lockwood
- Toby Jones - Gunnar Eversol
- Ted Levine - Ken Wheatley
- B.D. Wong - Dr. Henry Wu
- Isabella Sermon - Maisie Lockwood
- Geraldine Chaplin - Iris
- Jeff Goldblum - Dr. Ian Malcolm

## Om filmen
Animatroniska dinosaurier användes i många scener för att kunna åskådliggöra dem mycket mer realistiskt. Filmen innehåller också fler dinosaurier än i någon annan film i hela serien. Filmandet började i Slough i England den 24 februari 2017. En stor del av filmandet skedde i Pinewood Studios. Efter att de filmat klart där fortsatte filmteamet till Hawaii som var  inspelningsplats för ön Isla Nublar. Sista inspelningsdag var den 9 juli 2017. Enligt J.A Bayona så var denna film den svåraste han varit med om.[källa behövs] Musiken komponerades återigen av Michael Giacchino som också gjorde musiken till den förra filmen i serien. Manuset skrevs av den förre regissören Colin Trevorrow och Derek Conolly. 

## Marknadsföring
Ett sexsekunders-klipp släpptes 22 november 2017. Den första trailern släpptes 7 december 2017. Samma månad släppte Universal Pictures på internet en hemsida vid namn Dinosaur Protection Group (DPG) med information om gruppen och deras uppdrag att rädda dinosaurierna från deras undergång där Bryce Dallas Howard, Daniella Pineda och Justice Smith representerade sina roller. En andra trailer släpptes ut under Super Bowl LII den 4 februari. En 30-sekunderstrailer visades den 13 april och den tredje och sista trailern lades upp den 18 april. Universal har spenderat $185 miljoner för den globala marknadsföringen för filmen, dubbelt så mycket som för den förra filmen. Marknadsföringen ledde till flera tv-reklaminslag och sålda produkter från filmen. Parterna i det hela var bland annat Mountain Dew, Dr Pepper, Doritos och Skittles där de hade några av filmens dinosaurier på omslagen. En reklam för företaget Jeep sändes på tv med Jeff Goldblum i rollen som Ian Malcolm tillsammans med filmens Tyrannosaurus. Reklamen fick 39,5 miljoner visningar, vilket är mer än vad någon film fick under Super Bowl LII. LEGO marknadsförde filmen med flera byggset och leksaksföretaget Mattel tillverkade leksaksprodukter relaterade till filmen. Ett simulatorspel som går ut på att bygga en dinosauriepark vid namn Jurassic World: Evolution släpptes samtidigt som filmen.

## Dinosaurier i filmen (synliga och nämnda)
- Indoraptor
- Tyrannosaurus Rex
- Velociraptor
- Carnotaurus
- Baryonyx
- Stygimoloch
- Apatosaurus
- Ankylosaurus
- Mosasaurus
- Sinoceratops
- Dimorphodon
- Pteranodon
- Triceratops
- Stegosaurus
- Allosaurus
- Gallimimus
- Compsognathus
- Brachiosaurus
- Dreadnoughtus
- Dilophosaurus
- Parasaurolophus

## Mottagande
Jurassic World: Fallen Kingdom möttes av blandade recensioner av kritikerna, som hyllade J.A Bayonas regi, den mörka tonen i filmen samt dess skräckblandade action men kritiserade filmen för att den inte bidrog till något nytt i filmserien samt för att karaktärsutvecklingen och manus var dåliga. På Rotten Tomatoes har filmen ett medelbetyg på 51%, baserad på 305 recensioner och ett genomsnittsbetyg på 5.1/10. På Metacritic har filmen genomsnittsbetyget 51 av 100 baserad på blandade recensioner. Filmen tjänade in $366 miljoner dollar i USA och i Kanada och $733 miljoner dollar i andra länder och lyckades tjäna in $1.139 miljarder världen över vilket gör filmen till den tredje mest inkomsbringande film år 2018.